# Le chout
Le chout (Il buffone), titolo originale russo Сказка про шута, семерых шутов перешутившего (Skazka pro shuta, semerykh shutov pereshutivshevo) op.21 è un balletto in sei quadri con musica di Sergej Sergeevič Prokof'ev scritto fra il 1915 e il 1920. La storia è tratta dai racconti popolari russi di Afanas'ev.

## Storia
Nell'estate del 1914 Prokof'ev, terminati l'anno prima gli studi al Conservatorio di San Pietroburgo, incontrò a Londra l'impresario Sergej Djagilev nella speranza di ottenere da lui l'incarico per un lavoro. Djagilev, che aveva sempre in mente l'idea di poter realizzare una nuova Sagra della primavera, suggerì al compositore di scrivere la musica per un balletto su un argomento basato sui testi di antiche fiabe russe.
Rientrato a San Pietroburgo proprio all'inizio della guerra, Prokof'ev riuscì a evitare l'arruolamento e si dedicò alla composizione di un balletto di ambientazione scita che sarebbe dovuto diventare Ala e Lolli. Il lavoro però procedeva con estrema lentezza e Djagilev, dopo aver convocato il musicista a Roma per avere ragguagli, capì di dover rinunciare al balletto appena abbozzato. Proprio in quel periodo Igor Stravinskij aveva portato, dal suo ultimo viaggio in Russia, una raccolta di leggende popolari russe riunite in un volume da Afanas'ev. Stravinskij le fece vedere a Djagilev che, a sua volta, le fece leggere a Prokof'ev; l'impresario ne scelse due e su di queste chiese al musicista di trarne un libretto e di comporre una partitura. Djagilev si raccomandò solo che la nuova opera fosse di carattere prettamente russo. Prokof'ev, rientrato a San Pietroburgo, iniziò a scrivere il balletto "cercando di essere russo il più possibile".
Durante tutta l'estate il musicista lavorò alla composizione e portò a termine la versione per pianoforte; al tempo stesso riprese quanto aveva composto di Ala e Lolli e ne trasse la Suite scita in quattro movimenti. Impegnato con altri lavori e rallentato dagli eventi bellici, Prokof'ev non ebbe più contatti con Djagilev e terminò Le chout solo nel 1920 perfezionandone l'orchestrazione. Quando esaminò l'opera compiuta l'impresario, in vista della realizzazione, chiese al musicista di apportare alcune modifiche. Il balletto ebbe infine la sua prima rappresentazione il 17 maggio 1921 a Parigi al Théâtre de la Gaité Lyrique con la compagnia dei Balletti russi. Prokof'ev stesso diresse l'orchestra, le scene e i costumi furono di Michail Fëdorovič Larionov, la coreografia di Larionov e Tadeusz Slavinsky; interpreti principali furono Slavinskij (Il buffone) e Lydia Sokolova (la moglie del buffone). Il frontespizio del programma di sala era ornato da un notevole ritratto di Prokof'ev disegnato da Henri Matisse.
La rappresentazione ebbe un grande successo sia di pubblico che di critica. Pochi giorni dopo, il 9 giugno, il balletto venne rappresentato a Londra sempre con la direzione di Prokof'ev; in questa occasione, però, la realizzazione venne duramente stroncata dalla critica e dalla stampa.
Tra il 1922 e il 1923 il compositore trasse dalla musica del balletto una suite in dodici movimenti, op. 21 bis che venne eseguita in concerto per la prima volta a Bruxelles il 15 gennaio 1924 con la direzione di Frans Ruhlmann.

## Argomento
Il balletto è diviso in sei quadri separati da cinque intermezzi:
- Scena 1. La cucina del buffone
- Scena 2. I sette buffoni
- Scena 3. Nel cortile del buffone
- Scena 4. Nel salotto del buffone
- Scena 5. Nella camera del buffone
- Scena 6. Nel giardino del mercante

La storia narra di un buffone che invita nella sua casa del villaggio altri sette buffoni. Per fare facilmente dei soldi, d'accordo con la moglie, egli finge di litigare aspramente con lei e di ucciderla, dopo di che, grazie a una frusta magica, la fa resuscitare. I sette buffoni, ingannati dalla messinscena, decidono di acquistare la frusta per 300 rubli; tornati a casa uccidono le loro mogli, ma poi ovviamente non riescono a farle tornare in vita grazie alla frusta. Furibondi i sette tornano dal buffone, ma al suo posto trovano solo una giovane cuoca che è in realtà il truffatore travestito. Poiché sembra bella e molto efficiente, la cuoca viene rapita e portata nella casa dei sette buffoni. Quando sopraggiunge un ricco mercante a cui i sette vogliono proporre una delle loro figlie come moglie, questi si invaghisce subito della cuoca e la porta in camera da letto. Il buffone travestito riesce a eclissarsi velocemente e fa trovare al suo posto una capra. Il mercante chiama i buffoni e pretende con forza che ritrasformino l'animale nella cuoca, ma questi riescono solo a farlo morire. Alla fine riappare il buffone accompagnato da sette soldati e fa arrestare i sette compari per aver ucciso le mogli, mentre il mercante se la cava pagando una grossa somma al buffone in cambio della povera capra.

## Analisi
Prokof'ev fu attratto dall'argomento della favola del Buffone perché questo gli avrebbe permesso di realizzare un'opera ricca di spunti burleschi e caricaturali che a lui erano congeniali. Come aveva voluto Djagilev, Le chout è un lavoro  di ispirazione marcatamente russa; il balletto è ricchissimo infatti di brevi melodie ispirate da canti popolari. Anche se questi motivi sembrano assomigliarsi tutti, essi vengono in realtà continuamente variati nel corso della partitura da una diversa combinazione dell'orchestrazione e dell'armonia.
La semplicità di scrittura e la monotonia derivante dalle continue ripetizioni furono alla base delle stroncature operate dalla critica, particolarmente quella inglese, e del declino del lavoro. La musica del balletto è però sì semplice e leggera, ma le brevi melodie sono trattate con mano esperta da Prokof'ev che riesce a renderle briose e divertenti; la notevole padronanza dell'orchestra e l'uso sapiente dei timbri sottolineano gli aspetti caricaturali dell'opera, come nel  caso del caratteristico motivo del Buffone suonato dal corno inglese. Il tono beffardo e sarcastico con cui viene rimarcata la vicenda surreale dei buffoni ne fa il capolavoro grottesco nell'ambito della produzione del musicista.

## Organico
Ottavino, due flauti, due oboi, corno inglese, tre clarinetti, tre fagotti, quattro corni, tre trombe, tre tromboni, basso tuba, timpani, xilofono, glockenspiel, piatti, triangolo, rullante, grancassa, tamburo, due arpe, pianoforte, archi.

## Altre versioni coreografiche
Dopo le prime rappresentazioni Le chout venne praticamente dimenticato. Fu però ripreso nel 1932 dal coreografo Boris Romanov al Teatro dell'Opera di Montecarlo. Aurel Milloss lo ripropose nel 1950 al Teatro Comunale di Firenze con le scene e i costumi di Renato Guttuso e la direzione orchestrale di Ettore Gracis. Altra versione è stata quella di Gertrud Steinweg al Komische Oper Berlin nel 1957.